# Maßbach
Maßbach este o comună-târg din districtul Bad Kissingen, regiunea administrativă Franconia Inferioară, landul Bavaria, Germania.